# Plagne (Haute-Garonne)
Plagne is een gemeente in het Franse departement Haute-Garonne (regio Occitanie) en telt 91 inwoners (2009). De plaats maakt deel uit van het arrondissement Muret.

## Geografie
De oppervlakte van Plagne bedraagt 4,3 km², de bevolkingsdichtheid is dus 21,2 inwoners per km².
De onderstaande kaart toont de ligging van Plagne (Haute-Garonne) met de belangrijkste infrastructuur en aangrenzende gemeenten.

## Demografie
Onderstaande figuur toont het verloop van het inwonertal (bron: INSEE-tellingen).

## Externe links

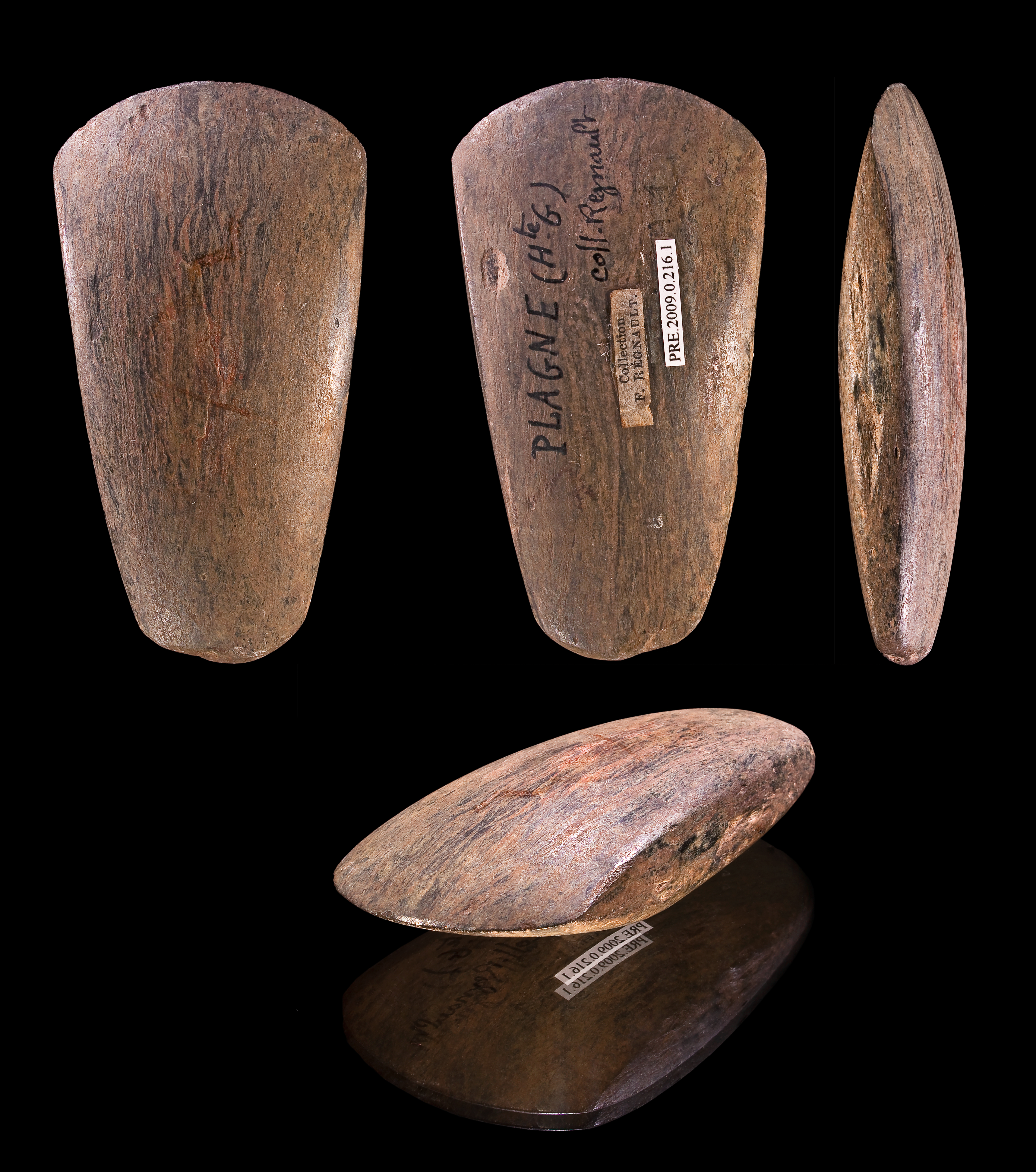
Plagne - Hache polie période néolithique - Muséum de Toulouse